# Villa Margon
Villa Margon è un complesso risalente alla prima metà del '500 situato sulle colline che sovrastano Ravina, frazione meridionale del comune di Trento. 

## Storia

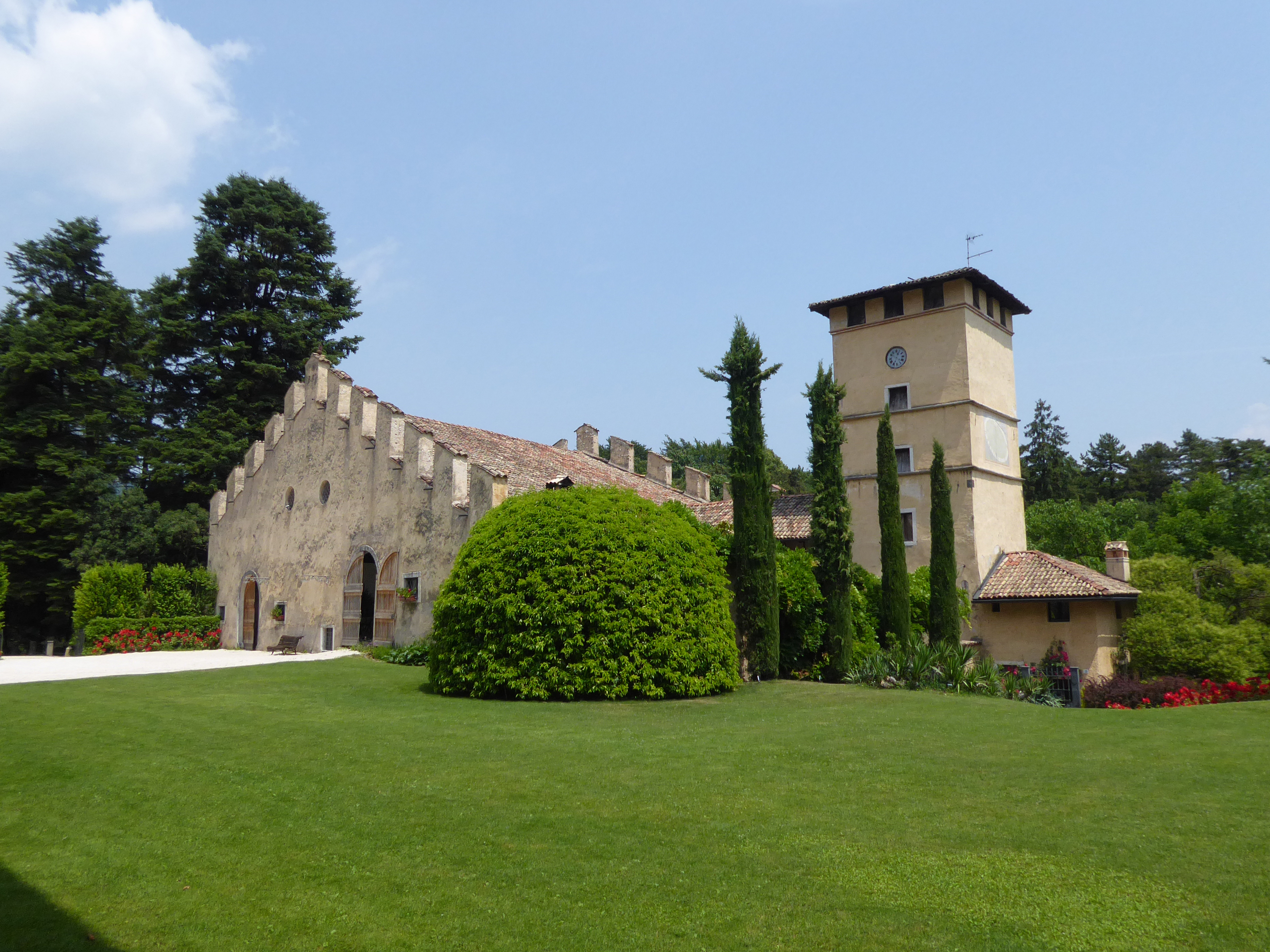
Altri edifici del complesso

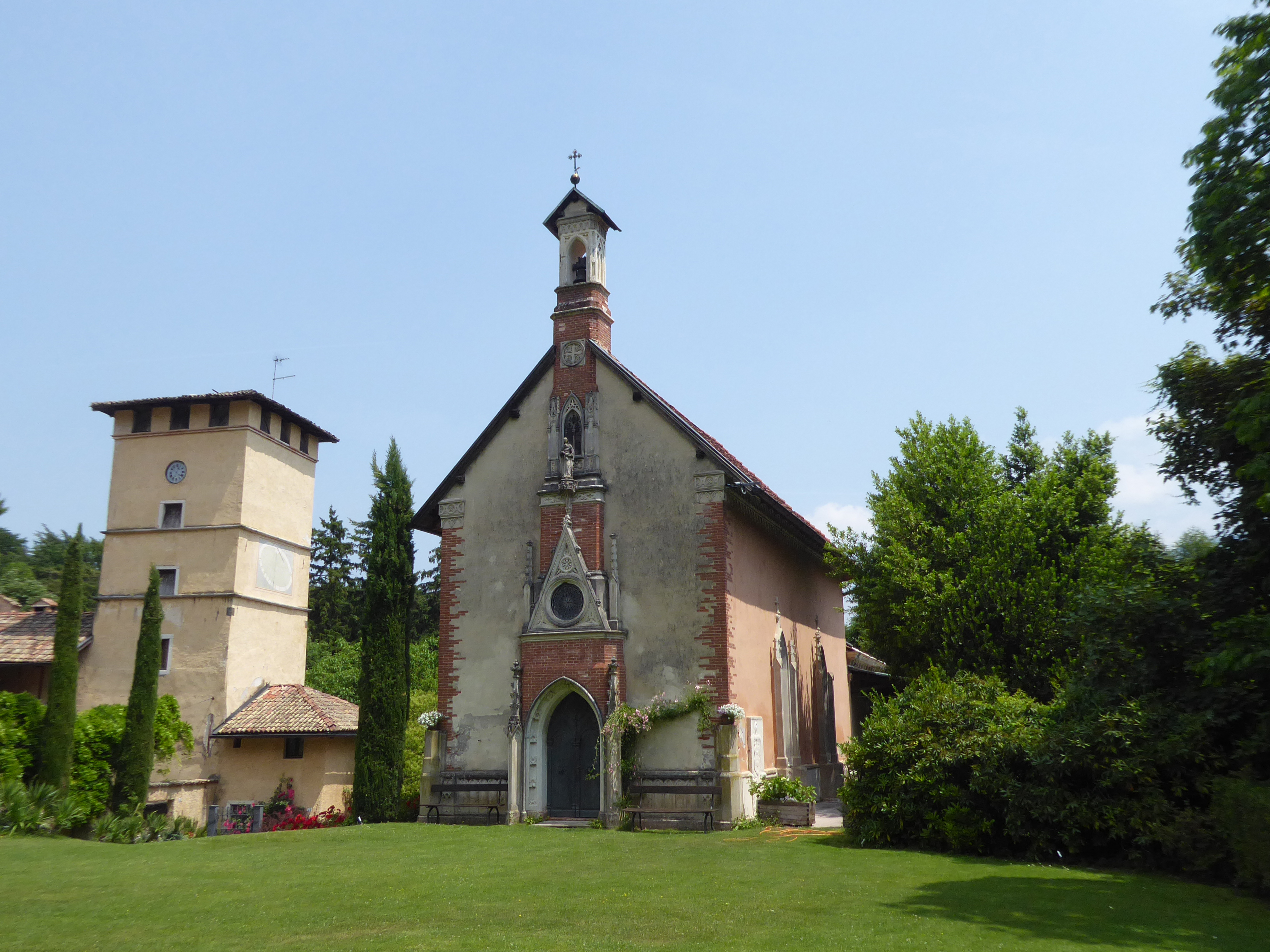
La cappella della Natività di Maria Vergine

Donata agli inizi degli anni '90 alla famiglia Lunelli, è diventata, dopo una ristrutturazione che restituì l'antico splendore originario, la sede di rappresentanza del Gruppo Lunelli, che raggruppa i marchi Cantine Ferrari, Tenute Lunelli, Segnana e Surgiva.
Villa Margon ha ospitato, negli anni del Concilio di Trento (1545-1563), cardinali e prelati giunti da tutta Europa per la grande assise che diede il via alla Controriforma. Tra gli ospiti la tradizione vuole anche l'imperatore Carlo V, le cui gesta, non a caso, sono raccontate in un ciclo di affreschi che impreziosiscono la villa, e il cui letto è tra gli arredi più significativi. Affrescata anche all'esterno, Villa Margon risalta in un parco che è intatto da secoli e che, per la vegetazione, soltanto in parte autoctona, è considerato un capolavoro della natura.
Nel parco della Villa, ogni primavera, viene svolta la Festa degli Alberi, giornata ecologica dedicata alle scuole elementari di Ravina e Romagnano. In questa giornata passata in mezzo alla natura, le guardie forestali dell'Azienda Forestale 'Trento-Sopramonte', con la collaborazione dei gruppi locali della Società Alpinisti Tridentini (SAT), Alpini - Sezione Ravina Belvedere, Alpini Romagnano e Vigili del Fuoco Volontari di Ravina, piantano un albero per aumentare la sensibilità dei bambini verso il rispetto della natura.

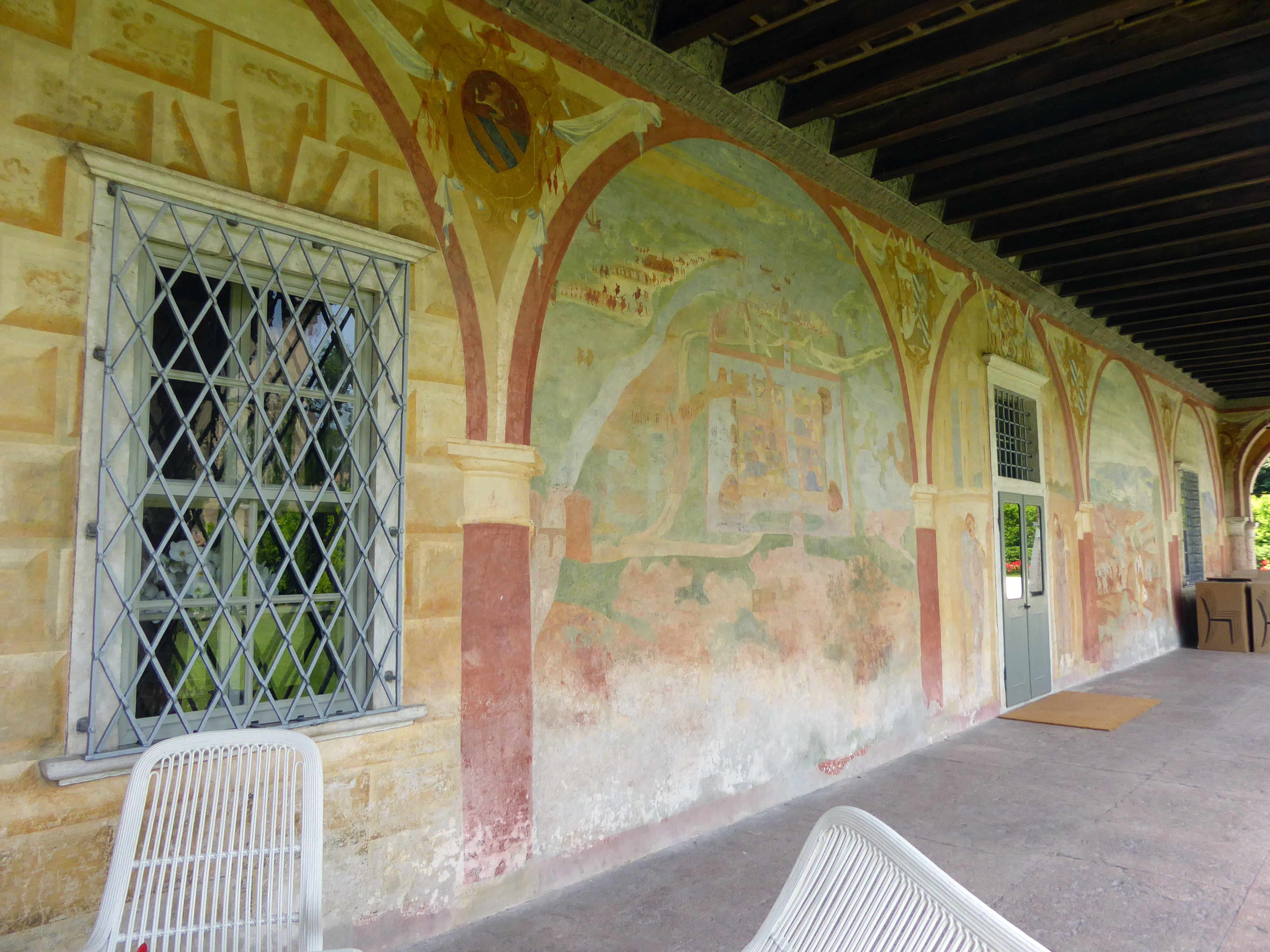
Gli affreschi sotto al portico